# Lushan nationalpark
Lushan nationalpark eller Lushan geopark ligger vid berget Lushan i Jiangxi-provinsen i Kina. Nationalparken, som sträcker sig från berget och till området runt Poyangsjön, är 500 km² stor.
Den är ett populärt besöksmål för inhemska turister och visar upp enastående förkastningar bildade under tertiär, ett imponerande landskap med spetsar och toppar, dalgångar, klyftor och raviner, bergsformationer, grottor och vattenfall.
År 1996 sattes Lushan nationalpark upp på Unescos världsarvslista och 1998 blev parken upptagen i Unescos Internationella nätverk av geoparker (som idag omfattar 35 områden, därav sju i Kina).